# Književna republika (DHP)
Književna republika časopis je za književnost Hrvatskog društva pisaca. 

## Povijest
Časopis Književna republika pokrenulo je 2003. Hrvatsko društvo pisaca nasljedujući zasade istoimena časopisa Miroslava Krleže, tj. koncepciju što ju je predstavljao časopis Republika u razdoblju od 1986. do 2002. godine kada joj je glavnim urednikom bio Velimir Visković. Visković je nastavio uređivati novopokrenutu Književnu republiku.

## Vanjske poveznice
- Književna republika  Arhivirana inačica izvorne stranice od 16. lipnja 2017. (Wayback Machine), arhiv na stranicama Hrvatskog društva pisaca